# David Reynoso
David Reynoso Flores (Aguascalientes; 29 de enero de 1926 - Ciudad de México; 9 de junio de 1994), conocido como David Reynoso, fue un actor, director de cine, actor de doblaje y cantante mexicano. Participó en más de 174 películas.
Fue secretario general de la Asociación Nacional de Actores (ANDA) entre los años 1977 y 1984. Estuvo como diputado federal en la LI Legislatura del Congreso de la Unión de México por el Distrito electoral federal VII de la Ciudad de México.

## Biografía
En su juventud se dedicó a diferentes oficios como taxista y novillero. 
Incursionó en la radio XEYZ de Aguascalientes, donde se desempeña como locutor. Colaboró en las radiodifusoras XEKX de Guanajuato, donde fue descubierto por el director Roberto Gavaldón quien le incluyó en el reparto de Aquí está Heraclio Bernal, debutando así en 1957.
A partir de este lanzamiento, Reynoso participó como actor de reparto en importantes producciones al lado de importantes actores, como La cucaracha (1958) protagonizada por María Félix, Dolores del Río y Pedro Armendáriz; El gángster, del año 1964, con Arturo de Córdova; Los hermanos Muerte (1964), con Luis Aguilar; Guadalajara en verano (1964) con Elizabeth Campbell y La Juventud se impone, con Enrique Guzmán.
En el año 1964, ganó visibilidad internacional gracias a su papel del ingeniero Manuel Iglesias "El Mayor", en la película Viento negro, que también fue su primer protagónico. También, en ese año, ganó la Diosa de Plata PECIME como Mejor actor de reparto por la película Canción del Alma.
En el año 1966, incursionó en el cine de Hollywood con su participación en la película Rage, coprotagonizando con Glenn Ford y Stella Stevens.
Después de una prolífica carrera, una de las últimas producciones en las que participó fue la comedia Mecánica mexicana, dirigida por Juan Fernando Pérez Gavilán.

### Vida personal
En el año 1952, contrajo matrimonio con Bertha Martínez con quien tuvo cuatro hijos.

### Actor de doblaje
David Reynoso también fue actor de doblaje, siendo la voz para América Latina del oficial Matute en Don Gato y su pandilla y el señor Cogswell en Los Supersónicos.

### Fallecimiento
Murió en la Ciudad de México el 9 de junio de 1994 a causa de un cáncer de garganta.

## Filmografía
| - 1994 Mecánica Mexicana - 1994 Juana la Cubana - 1994 Fray Valentino II - 1994 La dinastía de Los Pérez - 1994 La risa trabajando - 1994 Las aventuras de Fray Valentino - 1993 Clarisa - 1993 El nieto de Zapata - 1993 Guerra a muerte - 1993 Las mil y una aventuras del metro - 1993 Mariachi - 1993 Un hombre salvaje - 1992 La furia de un gallero - 1991 Los tres gallos - 1991 El corrido de los Pérez - 1991 La leyenda del escorpión - 1991 Narcovíctimas - 1990 Sor Batalla - 1990 Cartel de la droga - 1990 Ni parientes somos - contagio de amor - 1989 Las grandes aguas - 1989 Terror, sexo y brujería - 1989 Cita con la muerte - 1989 Don Alfredo - 1989 Había una vez una estrella - 1989 La mafia tiembla II - 1989 Pistolero a sueldo - 1988 La guerrera vengadora - 1988 La rielera - 1988 Bancazo en Los Mochis - 1988 La puerta negra Don Atenógenes - 1988 La tumba de Matías - 1988 Lola la taquera - 1987 El último túnel Manuel Iglesias 'El Mayor' - 1987 Yo soy el asesino - 1987 Los ojos del muerto - 1986 El hijo del viento - 1986 Herencia maldita - 1986 La mafia tiembla - 1985 Los malvivientes - 1985 Secuestro sangriento - 1983 Los dos carnales - 1983 El sexo de los pobres - 1983 Estoy sentenciado a muerte - 1983 Silencio asesino Inspector Gamboa - 1982 Juan Charrasqueado y Gabino Barrera, su verdadera historia - 1982 En busca del paraíso - 1982 Los pepenadores de acá - 1981 Semana Santa en Acapulco - 1981 Las siete cucas - 1981 El gran perro muerto Lorenzo - 1981 Que viva Tepito! Ramón - 1980 El rey de los tahúres - 1980 El medio pelo - 1979 Caminos de Michoacán - 1979 Ratero - 1978 Que te vaya bonito - 1978 Muerte a sangre fría - 1978 La hora del silencio - 1978 Los hijos del diablo - 1978 Tarjeta verde - 1977 Mariachi - Fiesta de sangre Silvestre Vargas - 1977 Maten al león Mariscal Belaunzaran - 1976 Los 3 reyes magos Voz - 1975 Las fuerzas vivas Eufemio - 1975 La casa del Sur Don Augusto - 1975 La trenza Don Martín - 1975 Presagio Tomas, carnicero - 1974 El juicio de Martín Cortés - 1974 Ante el cadáver de un líder - 1974 El muro del silencio Jorge - 1973 Amaras a tu prójimo - 1972 El negocio del odio - 1972 Primero el dólar - 1972 El carruaje - 1971 La sangre enemiga - 1971 Furias bajo el cielo - 1970 Emiliano Zapata - 1970 Simplemente vivir Julio Castro Madero - 1970 Las figuras de arena - 1970 Flor de durazno - 1970 Las chicas malas del padre Méndez - 1970 Tres noches de locura (segmento "Luisa") - 1970 Tres amigos - 1970 Crónica de un cobarde - 1969 La trinchera - 1969 Los siete proscritos - 1969 Primera comunión | - 1969 El ojo de vidrio - 1968 Cinco en la cárcel - 1968 Blue Demon contra las diabólicas - 1968 Blue Demon contra cerebros infernales - 1968 Los amores de Juan Charrasqueado - 1968 El corrido de 'El hijo desobediente' - 1968 Cautivo del más allá - 1968 Simplemente vivir - 1967 Seis días para morir - 1967 Don Juan 67 - 1967 Amanecí en tus brazos - 1967 Domingo salvaje - 1966 El mal Pancho - 1966 Sangre en Río Bravo - 1966 Tirando a gol - 1966 Joselito vagabundo - 1966 Fuera de la ley - 1966 Tierra de violencia - 1966 Alma grande - 1966 El tragabalas - 1966 El corrido de Lupe Reyes - 1965 Viento negro Manuel Iglesias - 1965 Aventura al centro de la tierra Jaime Rocha - 1965 El Gánster - 1965 Diablos en el cielo - 1965 Amor no es pecado, (El cielo de los pobres) - 1965 Un hombre en la trampa - 1965 Guadalajara en verano - 1965 Alma de mi alma - 1964 El bracero del año Joe Martínez - 1964 La juventud se impone Novio de Lina - 1964 Héroe a la fuerza - 1964 Mi alma por un amor Padre de Marga - 1964 Museo del horror - 1964 Canción del alma Nacho - 1964 El revólver sangriento - 1964 El corrido de María Pistolas - 1964 Vivir de sueños - 1964 Vuelve el Norteño - 1964 Los hermanos Muerte - 1963 Torero por un día - 1963 El norteño - 1963 México de mis recuerdos - 1963 El charro Negro contra la banda de los cuervos - 1963 Corazón de niño - 1963 La invasión de los vampiros The Constable - 1963 Rutilo el forastero - 1963 Vuelven los Argumedo - 1963 Juan guerrero - 1962 La emboscada mortal - 1962 Camino de la horca - 1962 Si yo fuera millonario - 1962 Ruletero a toda marcha Chato - 1962 El caballo blanco - 1962 Ánimas Trujano (El hombre importante) Critón - 1962 La herencia - 1961 Los inocentes - 1961 Que me maten en tus brazos - 1961 Los hermanos Del Hierro Manuel Cárdenas - 1961 La joven Mancornadora - 1961 Guantes de oro - 1961 Senda prohibida - 1961 Tirando a matar - 1961 No basta ser médico - 1961 Rosa blanca - 1960 Orlak, el infierno de Frankenstein Gastón - 1960 Venganza Apache - 1960 La llorona Juez - 1960 Aquí está Pancho Villa - 1960 El siete de copas Jugador - 1960 El renegado blanco - 1959 Los ambiciosos Capitán Real - 1959 Los hermanos Diablo - 1959 La cucaracha Coronel Ricardo Zúñiga - 1959 El puma Pasuengo - 1959 Sonatas Teniente Elizondo - 1959 Nazarín Juan - 1959 El zarco - 1958 La marca del cuervo - 1958 La rebelión de la sierra - 1958 Miércoles de ceniza Enrique, coronel - 1958 La venganza de Heraclio Bernal - 1958 Las tres pelonas - 1958 Aquí está Heraclio Bernal Juan Bernal, El Chato - 1958 La cama de piedra - 1955 La tumba - 1955 Al diablo las mujeres |